# Afrixalus osorioi
Afrixalus osorioi är en groddjursart som först beskrevs av Ferreira 1906.  Afrixalus osorioi ingår i släktet Afrixalus och familjen gräsgrodor. IUCN kategoriserar arten globalt som livskraftig. Inga underarter finns listade i Catalogue of Life.